# Knautia lamottei
Knautia lamottei är en tvåhjärtbladig växtart som beskrevs av Chassagne och Szabo. Knautia lamottei ingår i släktet åkerväddar, och familjen Dipsacaceae. Inga underarter finns listade i Catalogue of Life.